# Verwaltungsgemeinschaft Haldenwang
Die Verwaltungsgemeinschaft Haldenwang liegt im schwäbischen Landkreis Günzburg und wird von folgenden Gemeinden gebildet:
1. Dürrlauingen, 1711 Einwohner, 12,34 km²
2. Haldenwang, 2142 Einwohner, 17,99 km²
3. Landensberg, 691 Einwohner, 7,94 km²
4. Röfingen, 1231 Einwohner, 6,62 km²
5. Winterbach, 768 Einwohner, 14,83 km²

Sitz der Verwaltungsgemeinschaft ist Haldenwang.